# Anopheles jebudensis
Anopheles jebudensis este o specie de țânțari din genul Anopheles, descrisă de Froud în anul 1944. Conform Catalogue of Life specia Anopheles jebudensis nu are subspecii cunoscute.